# Grande-Rivière (Québec)
Grande-Rivière è un comune del Canada, situato nella provincia del Québec, nella regione di Gaspésie-Îles-de-la-Madeleine.